# Cosmophasis gemmans
Cosmophasis gemmans là một loài nhện trong họ Salticidae.
Loài này thuộc chi Cosmophasis. Cosmophasis gemmans được Tord Tamerlan Teodor Thorell miêu tả năm 1890.